# وام درجه دو
وام درجه دو (به انگلیسی: Subprime lending) نوعی از وام‌دهی بانک‌ها و مؤسسات مالی به وام‌گیرندگان با اعتبار پایین‌تر از معمول است.
منظور از صفت درجهٔ دو، وام‌هایی است که به متقاضیان درجه دو از حیث اعتبار و درآمد داده می‌شود.
در سال‌های ۲۰۰۷-۲۰۰۸ میلادی مؤسسات اعطای وام مسکن درجه دو در ایالات متحده به دلیل ناتوانی شماری از وام گیرندگان در بازپرداخت بدهی خود با دشواری روبه‌رو شدند که این امر تأثیری گسترده بر بازارهای مالی کشورهای دیگر نیز داشته‌است.